# Svodín
Svodín este o comună slovacă, aflată în districtul Nové Zámky din regiunea Nitra. Localitatea se află la altitudinea de 193 m deasupra n.m., se întinde pe o suprafață de 53,48 km2 și în 2017 număra 2.478 de locuitori.
Localitatea este înfrățită cu Tata.

## Istoric
Localitatea Svodín este atestată documentar din 1156.

## Demografie
| An:                | 1994 | 2004   | 2014   | 2024   |
| ------------------ | ---- | ------ | ------ | ------ |
| Număr de persoane: | 2634 | 2630   | 2517   | 2354   |
| Diferență:         |      | −0,15% | −4,29% | −6,47% |

| An:                | 2023 | 2024   |
| ------------------ | ---- | ------ |
| Număr de persoane: | 2370 | 2354   |
| Diferență:         |      | −0,67% |